# Vase d'expansion

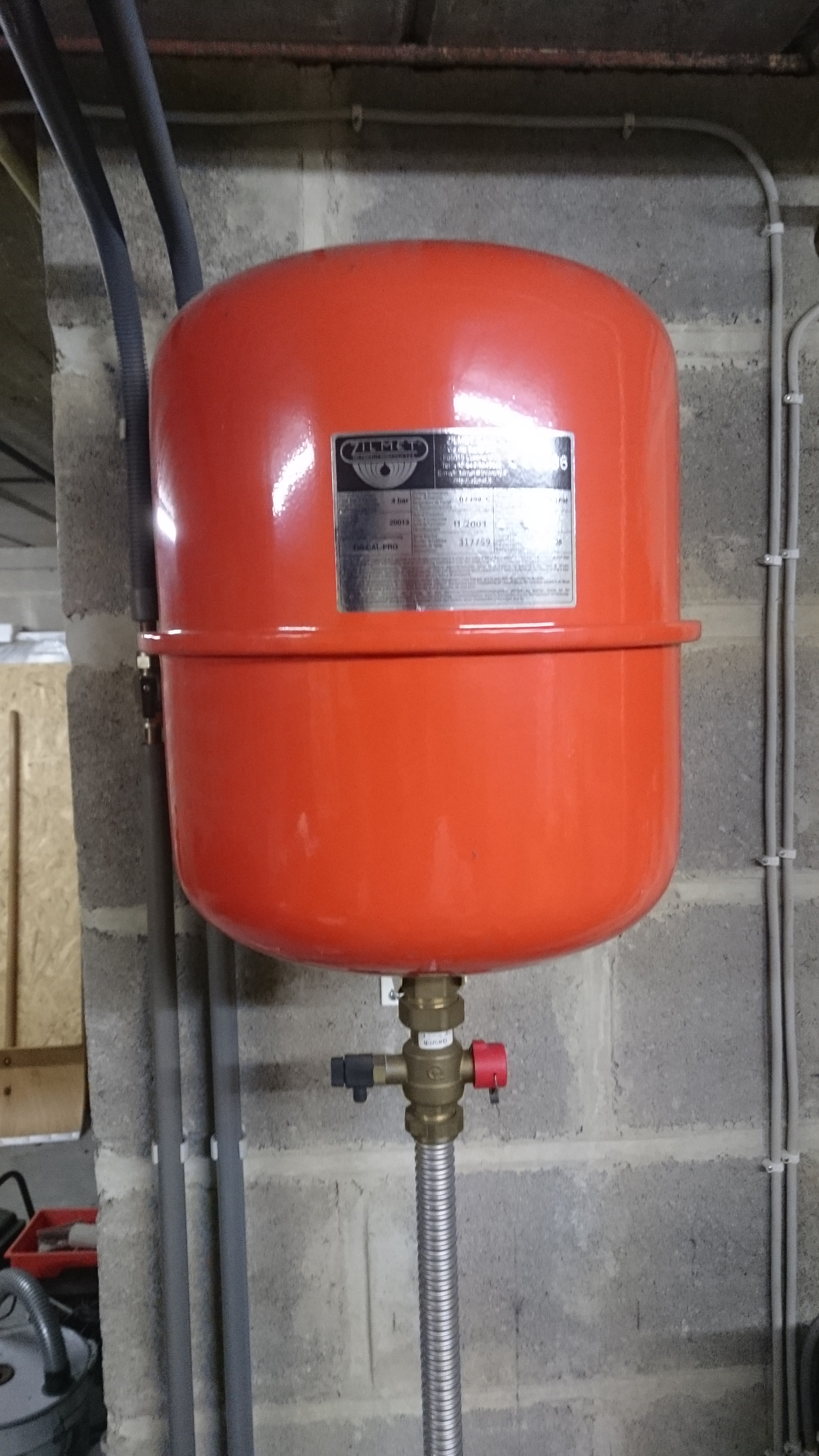
Vase d'expansion à membrane d'une installation de chauffage central, équipé d'un robinet d'arrêt et d'un robinet de purge.

Un vase d'expansion est un récipient destiné à compenser l'augmentation de volume, liée à la dilatation thermique d'un liquide, lors de son échauffement. 
Il peut être de types "fermé, à pression variable", "fermé, à pression constante" ou "ouvert". 

## Utilisation
Ce type de récipient est utilisé, entre autres, dans les installations suivantes :
Circuit de chauffage centralle vase d'expansion est soit situé au point le plus haut de l'installation (vase d'expansion ouvert) soit mis sous pression (vase d'expansion fermé à pression variable ou à pression constante) ;
Chauffe-eaubesoin d'une vase d'expansion pour compenser la dilatation thermique de l'eau, lorsqu'elle est chauffée :
- Chauffe-eau solaire : le vase d'expansion est souvent situé juste au-dessus du capteur solaire thermique ;

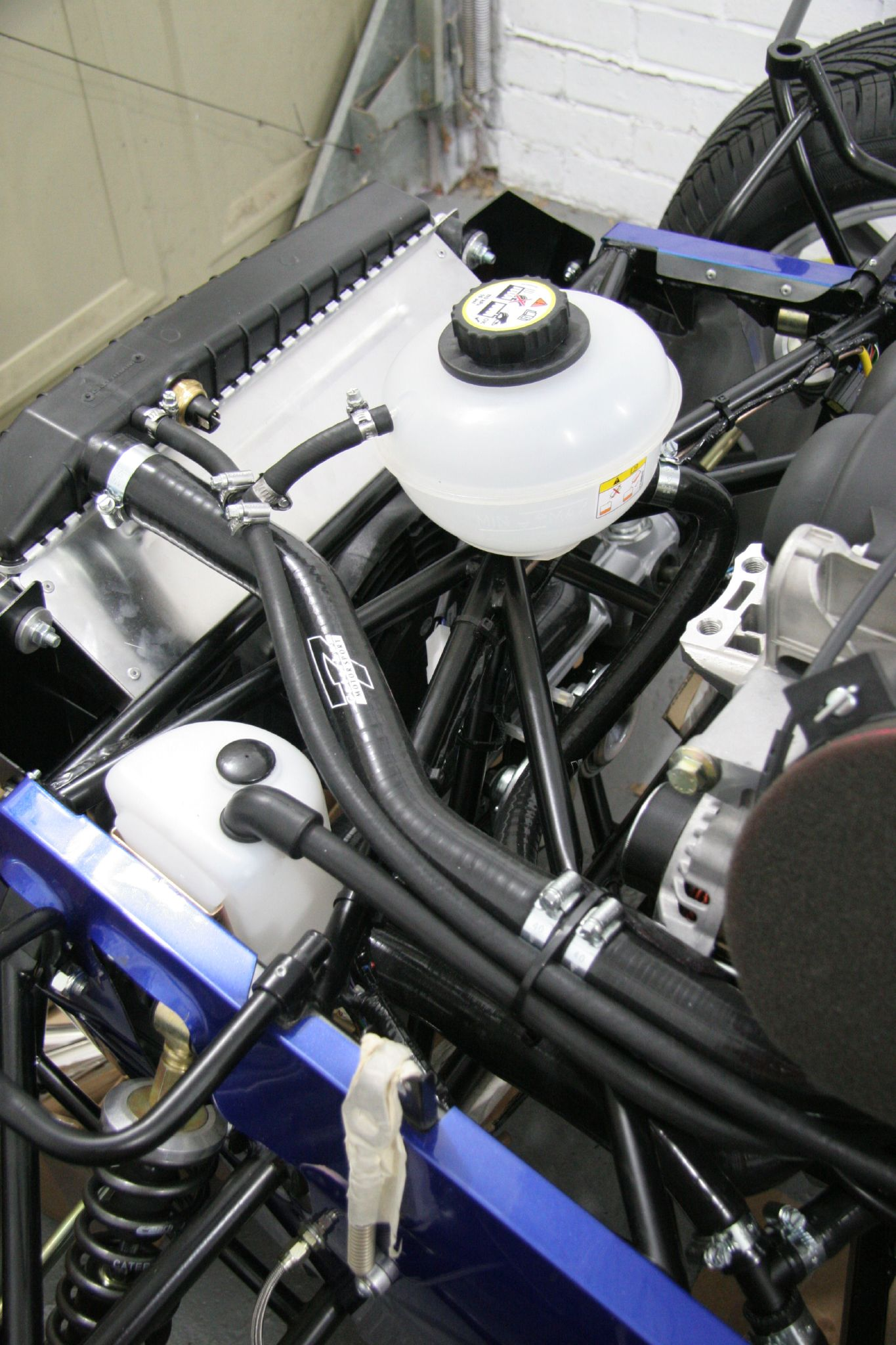
Vase d'expansion d'une voiture Caterham Roadsport building

Circuit de refroidissement d'un moteur à combustion et explosionle vase d'expansion est situé dans le circuit de refroidissement pour pallier la variation de volume du liquide de refroidissement lors de son échauffement/refroidissement. La plupart du temps il n'est pas nécessaire de remettre du liquide de refroidissement comme cela se passait avant qu'un vase d'expansion ne soit installé dans le circuit de refroidissement ;

## Types
Dans le cas d'une installation de chauffage ou d'eau sanitaire domestique, deux types principaux sont utilisés, le vase d'expansion à membrane et celui à vessie. La membrane ou vessie peut être en TPO (en), SBR, en butyle ou encore en EPDM. Le vase est rouge pour le chauffage, et bleu ou blanc pour l'eau potable.
Les installations de plus grande taille peuvent également être équipées d'un vase d’expansion à pression constante, équipé d'une pompe.
Certaines anciennes installations peuvent enfin être équipées d'un vase d'expansion ouvert, situé au point le plus haut de l'installation.

### Vase d'expansion à membrane
Dans ce type de vase d'expansion, l'air est séparé de l'eau par une membrane sertie à mi hauteur du vase. Lorsque la membrane n'assure plus une étanchéité suffisante à l'air, le vase d'expansion ne peut pas être réparé et doit être remplacé.

### Vase d'expansion à vessie
Ce type de vase d'expansion contient une vessie, souvent remplaçable pour un coût plus faible. Celle-ci laisse également moins passer l'air qu'une membrane.

## Entretien
La pression des vases d'expansion de chauffage central, et de chauffe-eau, doit être vérifiée périodiquement, normalement chaque année pour celui du chauffage central. Ce contrôle se fait à vide, un robinet d'arrêt et éventuellement un robinet de purge entre le vase d'expansion et le reste du circuit sont nécessaires pour effectuer ce contrôle sans devoir vidanger l'installation. Il est recommandé d'installer un vase d'expansion de qualité (perdant moins vite sa pression) et surdimensionné pour réduire le risque de dépression dans le circuit en cas de vérification moins fréquente de la pression.
Lorsque la pression dans le vase d'expansion d'un chauffage central est insuffisante, il se crée une dépression, à chaque refroidissement du circuit, qui crée un apport de dioxygène de l'air et une corrosion du circuit de chauffage. Une saison de chauffe avec un vase d'expansion sous-gonflé provoque 100 fois plus de corrosion que le premier remplissage. Une erreur commune est d'ajouter de l'eau dans le circuit lorsque la pression chute trop (après une purge manuelle ou automatique de l'air). À moins qu'une fuite d'eau soit présente, cette baisse de pression est due à un manque de pression du vase d'expansion qui doit donc être regonflé.